# Salmo 140

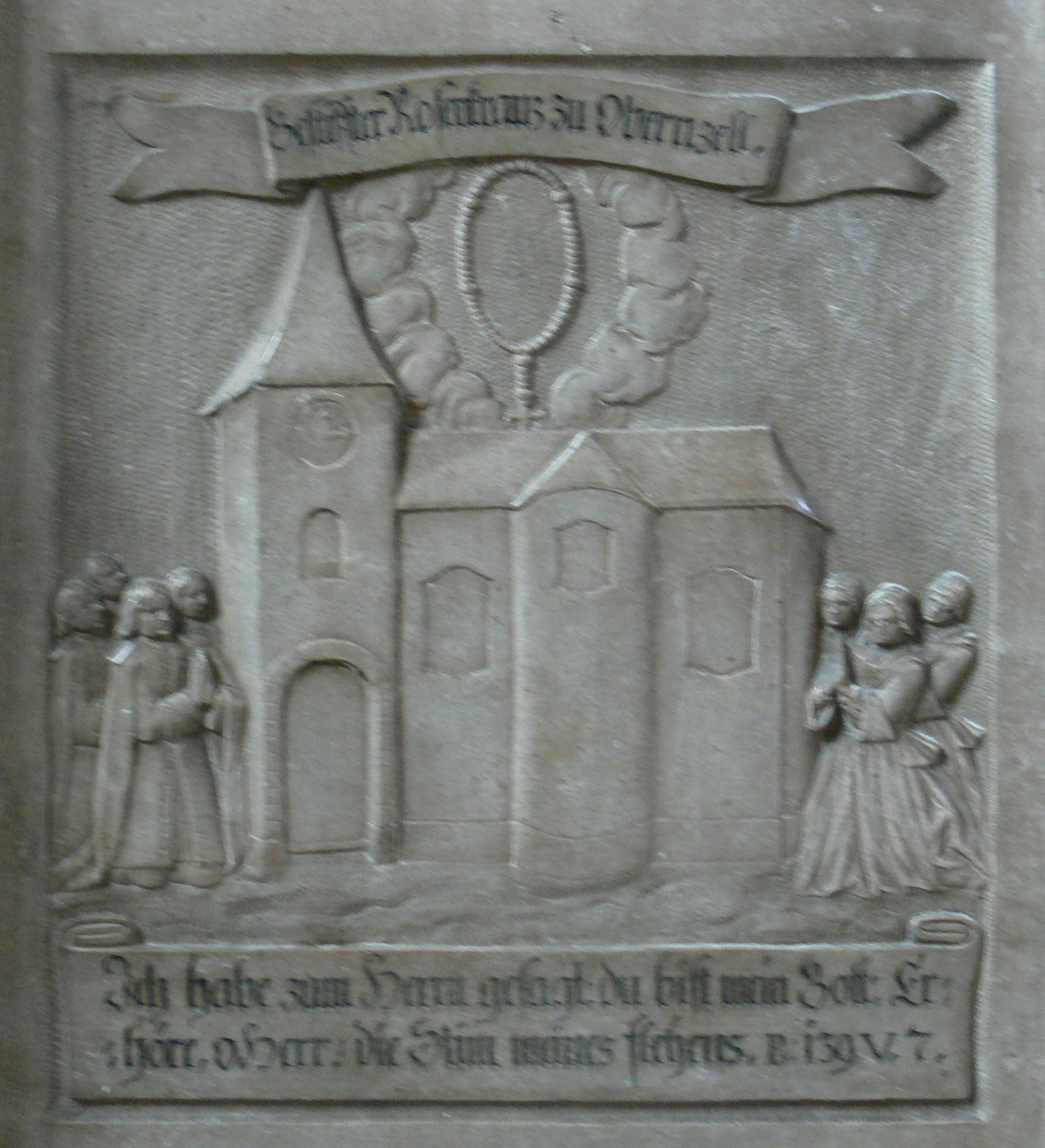
Epitafio en St. Paul en Passau con una cita del Salmo 140:6 (139:7)

El Salmo 140 es el salmo 140 del Libro de los Salmos, que comienza en inglés en la versión King James: «Líbrame, oh Señor, del hombre malo». En el sistema de numeración ligeramente diferente utilizado en la versión griega Septuaginta de la Biblia, y en la Vulgata latina, este salmo es el Salmo 139. En latín, se conoce como «Eripe me Domine ab homine malo». Forma parte de la colección davídica final de salmos, que comprende los salmos 138 a 145, que se atribuyen específicamente a David en sus versículos iniciales.
Describe cómo poner la confianza en Dios cuando se está amenazado por el mal. La Nueva Versión Internacional lo titula «Oración por la liberación de los hombres malvados».
El salmo se utiliza como parte habitual de las liturgias judía, católica, luterana, anglicana y otras liturgias protestantes; se ha puesto música.

## Texto bíblico
La siguiente tabla muestra el texto en hebreo del Salmo con vocales, junto con el texto en griego koiné de la Septuaginta y la traducción al español de la Biblia del Rey Jacobo. Tenga en cuenta que el significado puede diferir ligeramente entre estas versiones, ya que la Septuaginta y el texto masorético provienen de tradiciones textuales diferentes. En la Septuaginta, este salmo está numerado como Salmo 139.
| #     | Hebreo                                                       | Español | Griego |
| ----- | ------------------------------------------------------------ | --- | --- |
| [ 8 ] | לַמְנַצֵּ֗חַ מִזְמ֥וֹר לְדָוִֽד׃                                            | (Al músico principal, salmo de David).                                                                                               | Εἰς τὸ τέλος· ψαλμὸς τῷ Δαυΐδ. -                                                                                              |
| 1     | חַלְּצֵ֣נִי יְ֭הֹוָה מֵֽאָדָ֣ם רָ֑ע מֵאִ֖ישׁ חֲמָסִ֣ים תִּנְצְרֵֽנִי׃                        | Líbrame, oh Señor, del hombre malvado; presérvame del hombre violento;                                                               | ΕΞΕΛΟΥ με, Κύριε, ἐξ ἀνθρώπου πονηροῦ, ἀπὸ ἀνδρὸς ἀδίκου ῥῦσαί με,                                                            |
| 2     | אֲשֶׁ֤ר חָשְׁב֣וּ רָע֣וֹת בְּלֵ֑ב כׇּל־י֝֗וֹם יָג֥וּרוּ מִלְחָמֽוֹת׃                       | Que imaginan maldades en su corazón; continuamente se reúnen para la guerra.                                                         | οἵτινες ἐλογίσαντο ἀδικίαν ἐν καρδίᾳ, ὅλην τὴν ἡμέραν παρετάσσοντο πολέμους·                                                  |
| 3     | שָׁ֥נְנ֣וּ לְשׁוֹנָם֮ כְּֽמוֹ־נָ֫חָ֥שׁ חֲמַ֥ת עַכְשׁ֑וּב תַּ֖חַת שְׂפָתֵ֣ימוֹ סֶֽלָה׃                 | Han afilado sus lenguas como serpientes; hay veneno de víboras bajo sus labios. Selah.                                               | ἠκόνησαν γλῶσσαν αὐτῶν ὡσεὶ ὄφεως, ἰὸς ἀσπίδων ὑπὸ τὰ χείλη αὐτῶν. (διάψαλμα).                                                |
| 4     | שׇׁמְרֵ֤נִי יְהֹוָ֨ה ׀ מִ֘ידֵ֤י רָשָׁ֗ע מֵאִ֣ישׁ חֲמָסִ֣ים תִּנְצְרֵ֑נִי אֲשֶׁ֥ר חָ֝שְׁב֗וּ לִדְח֥וֹת פְּעָמָֽי׃ | Guárdame, oh Señor, de las manos de los impíos; presérvame de los hombres violentos, que han decidido derribar mis pasos.            | φύλαξόν με, Κύριε, ἐκ χειρὸς ἁμαρτωλοῦ, ἀπὸ ἀνθρώπων ἀδίκων ἐξελοῦ με, οἵτινες διελογίσαντο τοῦ ὑποσκελίσαι τὰ διαβήματά μου· |
| 5     | טָ֥מְנֽוּ־גֵאִ֨ים ׀ פַּ֡ח לִ֗י וַחֲבָלִ֗ים פָּ֣רְשׂוּ רֶ֭שֶׁת לְיַד־מַעְגָּ֑ל מֹקְשִׁ֖ים שָׁתוּ־לִ֣י סֶֽלָה׃ | Los soberbios me han escondido trampas y lazos; han tendido una red en el camino; han puesto trampas para mí. Selah.                 | ἔκρυψαν ὑπερήφανοι παγίδα μοι καὶ σχοινία διέτειναν, παγίδα τοῖς ποσί μου, ἐχόμενα τρίβους σκάνδαλα ἔθεντό μοι. (διάψαλμα).   |
| 6     | אָמַ֣רְתִּי לַ֭יהֹוָה אֵ֣לִי אָ֑תָּה הַאֲזִ֥ינָה יְ֝הֹוָ֗ה ק֣וֹל תַּחֲנוּנָֽי׃                  | Dije al Señor: «Tú eres mi Dios; escucha la voz de mis súplicas, oh Señor».                                                          | εἶπα τῷ Κυρίῳ· Θεός μου εἶ σύ, ἐνώτισαι, Κύριε, τὴν φωνὴν τῆς δεήσεώς μου.                                                    |
| 7     | יֱהֹוִ֣ה אֲ֭דֹנָי עֹ֣ז יְשׁוּעָתִ֑י סַכֹּ֥תָה לְ֝רֹאשִׁ֗י בְּי֣וֹם נָֽשֶׁק׃                     | Oh Dios, Señor, fuerza de mi salvación, tú cubriste mi cabeza en el día de la batalla.                                               | Κύριε, Κύριε, δύναμις τῆς σωτηρίας μου, ἐπεσκίασας ἐπὶ τὴν κεφαλήν μου ἐν ἡμέρᾳ πολέμου.                                      |
| 8     | אַל־תִּתֵּ֣ן יְ֭הֹוָה מַאֲוַיֵּ֣י רָשָׁ֑ע זְמָמ֥וֹ אַל־תָּ֝פֵ֗ק יָר֥וּמוּ סֶֽלָה׃                 | No concedas, oh Señor, los deseos de los malvados; no permitas que se cumplan sus planes malvados, para que no se enaltezcan. Selah. | μὴ παραδῷς με, Κύριε, ἀπὸ τῆς ἐπιθυμίας μου ἁμαρτωλῷ· διελογίσαντο κατ᾿ ἐμοῦ, μὴ ἐγκαταλίπῃς με, μήποτε ὑψωθῶσιν. (διάψαλμα). |
| 9     | רֹ֥אשׁ מְסִבָּ֑י עֲמַ֖ל שְׂפָתֵ֣ימוֹ (יכסומו) [יְכַסֵּֽימוֹ]׃                       | En cuanto a los jefes de los que me rodean, que la maldad de sus propios labios los cubra.                                           | ἡ κεφαλὴ τοῦ κυκλώματος αὐτῶν, κόπος τῶν χειλέων αὐτῶν καλύψει αὐτούς.                                                        |
| 10    | (ימיטו) [יִמּ֥וֹטוּ] עֲלֵיהֶ֗ם גֶּחָ֫לִ֥ים בָּאֵ֥שׁ יַפִּלֵ֑ם בְּ֝מַהֲמֹר֗וֹת בַּל־יָקֽוּמוּ׃       | Que caigan sobre ellos brasas ardientes; que sean arrojados al fuego, a pozos profundos, para que no vuelvan a levantarse.           | πεσοῦνται ἐπ᾿ αὐτοὺς ἄνθρακες, ἐν πυρὶ καταβαλεῖς αὐτούς, ἐν ταλαιπωρίαις οὐ μὴ ὑποστῶσιν.                                    |
| 11    | אִ֥ישׁ לָשׁוֹן֮ בַּל־יִכּ֢וֹן בָּ֫אָ֥רֶץ אִישׁ־חָמָ֥ס רָ֑ע יְ֝צוּדֶ֗נּוּ לְמַדְחֵפֹֽת׃              | No se establezca en la tierra el malhablado: el mal perseguirá al hombre violento para derribarlo.                                   | ἀνὴρ γλωσσώδης οὐ κατευθυνθήσεται ἐπὶ τῆς γῆς, ἄνδρα ἄδικον κακὰ θηρεύσει εἰς διαφθοράν.                                      |
| 12    | (ידעת) [יָדַ֗עְתִּי] כִּֽי־יַעֲשֶׂ֣ה יְ֭הֹוָה דִּ֣ין עָנִ֑י מִ֝שְׁפַּ֗ט אֶבְיֹנִֽים׃             | Sé que el Señor defenderá la causa de los afligidos y el derecho de los pobres.                                                      | ἔγνων ὅτι ποιήσει Κύριος τὴν κρίσιν τῶν πτωχῶν καὶ τὴν δίκην τῶν πενήτων.                                                     |
| 13    | אַ֣ךְ צַ֭דִּיקִים יוֹד֣וּ לִשְׁמֶ֑ךָ יֵשְׁב֥וּ יְ֝שָׁרִ֗ים אֶת־פָּנֶֽיךָ׃                      | Ciertamente los justos darán gracias a tu nombre; los rectos habitarán en tu presencia.                                              | πλὴν δίκαιοι ἐξομολογήσονται τῷ ὀνόματί σου, κατοικήσουσιν εὐθεῖς σὺν τῷ προσώπῳ σου.                                         |

### Versión Reina-Valera 1960
1. Líbrame, oh Señor, del hombre malo; guárdame del hombre violento;
2. que imaginan maldades en su corazón; continuamente se reúnen para la guerra.
3. Han afilado sus lenguas como una serpiente; el veneno de las víboras está bajo sus labios. Selah.
4. Guárdame, oh Señor, de las manos de los impíos; presérvame del hombre violento; que han planeado derrocar mis andanzas.
5. Los soberbios me han escondido una trampa, y cuerdas; han extendido una red al borde del camino; me han tendido trampas. Selah.
6. Le dije al Señor: Tú eres mi Dios: escucha la voz de mis súplicas, oh Señor.
7. Oh DIOS, Señor, fortaleza de mi salvación, tú cubriste mi cabeza en el día de la batalla.
8. No concedas, oh SEÑOR, los deseos de los impíos; no apoyes su malvado designio; no sea que se enaltezcan. Selah.
9. En cuanto a la cabeza de los que me rodean, que la maldad de sus propios labios los cubra.
10. Que les caigan brasas; que sean arrojados al fuego, a pozos profundos, para que no se levanten de nuevo.
11. Que no se establezca en la tierra un mal hablador: el mal perseguirá al hombre violento para derribarlo.
12. Sé que el Señor defenderá la causa de los afligidos y el derecho de los pobres.
13. Ciertamente los justos darán gracias a tu nombre; los rectos morarán en tu presencia.

En las Biblias en hebreo, el Salmo 140 tiene 14 versículos, porque el encabezado del salmo, «Para el líder. Un salmo de David» se numera como versículo 1,  mientras que en muchas Biblias en inglés este salmo tiene 13 versículos, porque al encabezado («Al músico principal. Salmo de David» en la NKJV) no se le suele asignar un número de versículo.

## Comentarios

### De la Iglesia católica

#### A todo el salmo
La súplica de liberación presente en este salmo (Salmo 140) continúa y se intensifica respecto a la ya esbozada en el anterior (Sal 139,19-20). Aquí se detallan más claramente las acciones de los impíos: hombres violentos, sanguinarios y soberbios (vv. 2-6; cf. Sal 139,19), cuya arrogancia refleja su odio hacia Dios (cf. Sal 139,21). Mientras que antes se pedía su desaparición, ahora se clama por un castigo justo (v. 11).
Este salmo, integrado en el grupo atribuido a David, Salmo 138 a 145, expresa la oración angustiada de un hombre perseguido, como en otros salmos semejantes.
Se estructura en varias partes:
– Dos súplicas iniciales (vv. 2-6), la primera contra quienes planean el mal, la segunda contra quienes lo ejecutan;
– una confesión de confianza en Dios (vv. 7-9);
– el deseo de que el mal recaiga sobre los malvados (vv. 10-12);
– y una conclusión que proclama que el Señor protege y salva a los humildes y justos (vv. 13-14).
Este salmo, como tantos otros, encuentra su plena realización en Jesucristo. En la cruz, Él pronunció oraciones que reflejan las súplicas aquí expresadas (cf. vv. 7-9) y fue escuchado en su obediencia (cf. vv. 13-14). Sin embargo, a diferencia del salmista, no pidió la condena de sus enemigos, sino su perdón, revelando así la plenitud del amor de Dios incluso ante la injusticia.

#### A los versículos 2-12
En este salmo, el camino del malvado comienza en su interior, manifestándose primero en su palabra, antes de pasar a la acción. El término «violento», que reaparece en los versículos 5 y 12, subraya la agresividad de sus intenciones y hechos. La descripción del malvado en este pasaje es retomada por Pablo de Tarso en Epístola a los Romanos 3,13, donde cita literalmente la segunda frase del versículo 4, uniéndola a otros textos del salterio (cf. Sal 5,10; 10,7; 14,1-3) y de los profetas. Con ello, el Apóstol no llama a pedir castigo, sino a tomar conciencia de que toda la humanidad —judíos y gentiles— se encuentra bajo el poder del pecado y necesita conversión.
El segundo paso de los malvados es la ejecución de acciones traicioneras contra el justo, lo que lleva al orante a clamar al Señor, a quien reconoce como el Dios de la Alianza —«mi Dios». Recuerda sus intervenciones salvíficas en el pasado y apela a que no guarde silencio, pues si no actúa, los impíos se ensoberbecerán, creyéndose por encima de Dios (v. 9). Esta es la interpretación que se desprende del texto hebreo y que también siguen los Setenta y la Vulgata, que traducen el final del versículo como: «no vaya a ser que se alcen...».
La traducción aquí ofrecida expresa el deseo del salmista de que el mal que los impíos planean recaiga sobre ellos mismos; que sufran las consecuencias de sus propias acciones. Esta petición no busca venganza, sino justicia, y refleja el anhelo de que la soberbia del malvado no prevalezca sobre la verdad y la fidelidad de Dios. 

#### A los versículos 13-14
Las súplicas del salmista (cf. vv. 2–4) y sus deseos de justicia frente a los malvados (cf. vv. 10–12) no brotan de un impulso momentáneo, sino que se fundamentan en su experiencia concreta de haber sido socorrido por Dios en el pasado (v. 13). Esta vivencia personal le da la certeza de que el Señor no lo abandonará, sino que volverá a intervenir a su favor (v. 14). Desde esa memoria de la fidelidad divina, nace una confianza firme: Dios no solo escucha, sino que actúa en defensa de los humildes y de los justos.

## Estructura
La palabra en hebreo Selah, posiblemente una instrucción sobre la lectura del texto, divide el salmo después de los versículos 3, 5 y 8. C. S. Rodd sostiene que la estructura del salmo no está clara, pero sugiere:
- Versículos 1-5: una oración de ayuda
- Versículos 6-7: una expresión de confianza en Dios
- Versículos 8-11: una apelación contra los enemigos del salmista
- Versículos 12-13: otra expresión de confianza en Dios, que puede reflejar una seguridad sacerdotal o profética de que la oración del salmista ha sido escuchada.[14]

## Usos

### Nuevo Testamento
En el Nuevo Testamento, versículo 3b, «El veneno de las áspides está bajo sus labios», se cita en Romanos 3 Romans 3:13.

## Acompañamientos musicales
Heinrich Schütz compuso una paráfrasis métrica del Salmo 140 en alemán, «Von bösen Menschen rette mich», SWV 245, para el Salterio Becker, publicado por primera vez en 1628.
Éric Gaudibert compuso una adaptación en latín, Eripe me, Domine, para coro mixto a capela en 1978. Herman Berlinski escribió A Psalm of Unity, para soprano, mezosoprano y dos contraltos, con fragmentos del Salmo 140 y el Salmo 133 en 1980.